# Heidelberg (pracovní tábor)

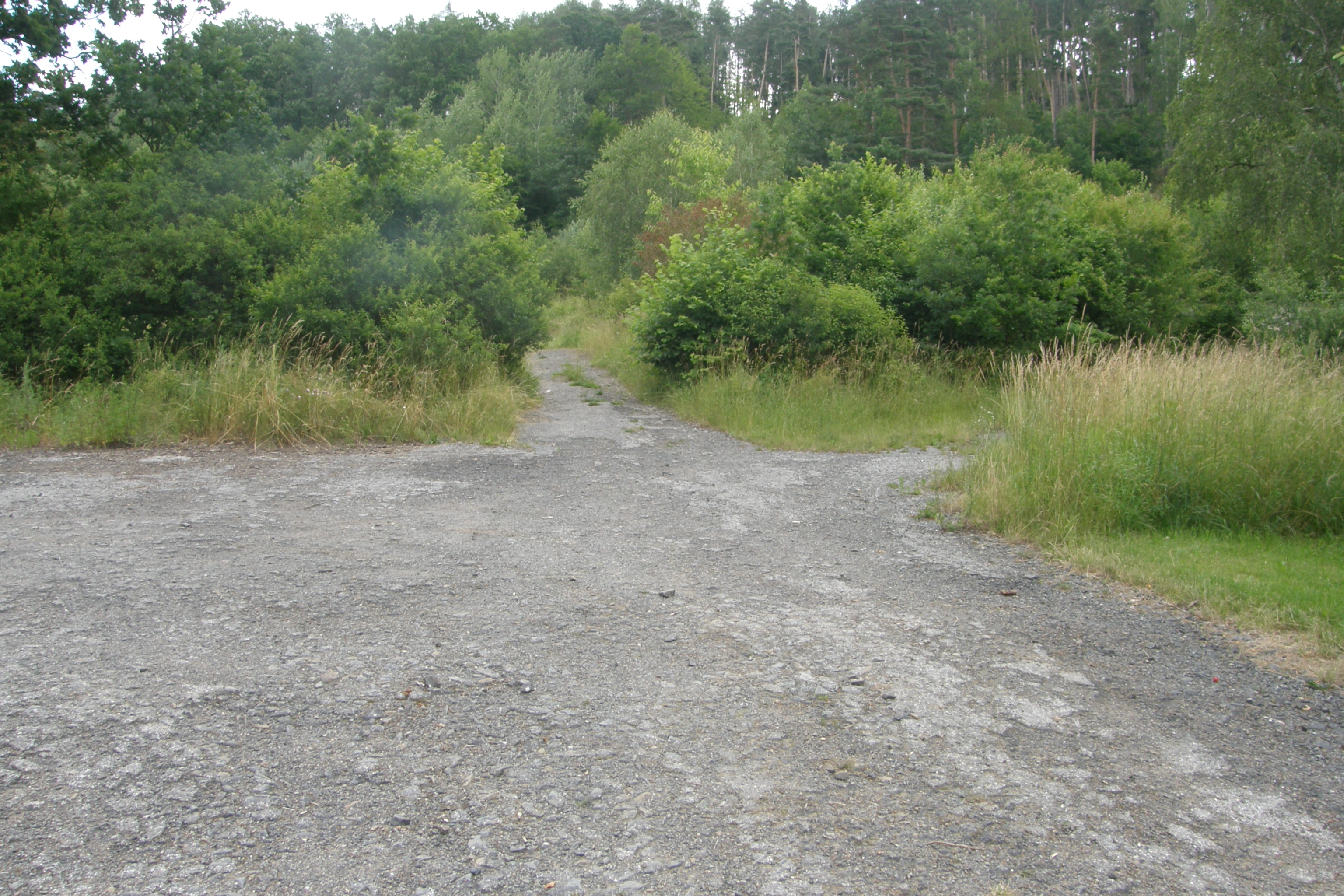
Prostranství před místem kde stával tábor

Heidelberg byl pracovní tábor vybudovaný nedaleko Mladkova na Boskovicku. Tábor sloužil pro ubytování dělníků, kteří byli zaměstnáni na stavbě exteritoriální dálnice Vídeň - Vratislav.

## Historie
V roce 1939 do Mladkova přišli němečtí úředníci, kteří zde zabrali pozemky pro stavbu ubytovacího tábora pro 300 osob. Místo pro vybudování tábora bylo zvoleno západní svah kopce Skalky. Svůj účel však ztratil v roce 1942, kdy byla zrušena stavba dálnice.
V této době se tábor skládal ze čtyř dřevěných ubytovacích baráků, kuchyně, jídelny a budovy se sociálním zařízením. Nová funkce pro tábor byla shromažďování mladistvých delikventů (převýchovný tábor). Tento účel zastával až do konce války, kdy tábor nacisté opustili. Ještě před tím podpálili jeden z baráků, kde byly uloženy některé dokumenty.
Po ukončení druhé světové války zde byli shromažďováni občasné německé národnosti, kteří byli následně odsunuti do Německa. Tábor v následujících letech sloužil jako ubytování pro jugoslávské občany a v první polovině 50. let také pro řecké emigranty. V následných letech byl tábor využíván k rekreaci. Také získal nový název - Slavíček. Po roce 1990 byl tábor opuštěn a již nevyužíván. Vystřídal několik majitelů a následně v letech 2000-2002 zbourán. Do dnešní doby zbyly jen některé základy.

## Fotogalerie
Na fotografiích jsou zachyceny zbytky z opěrných a ochranných zdí a základy.

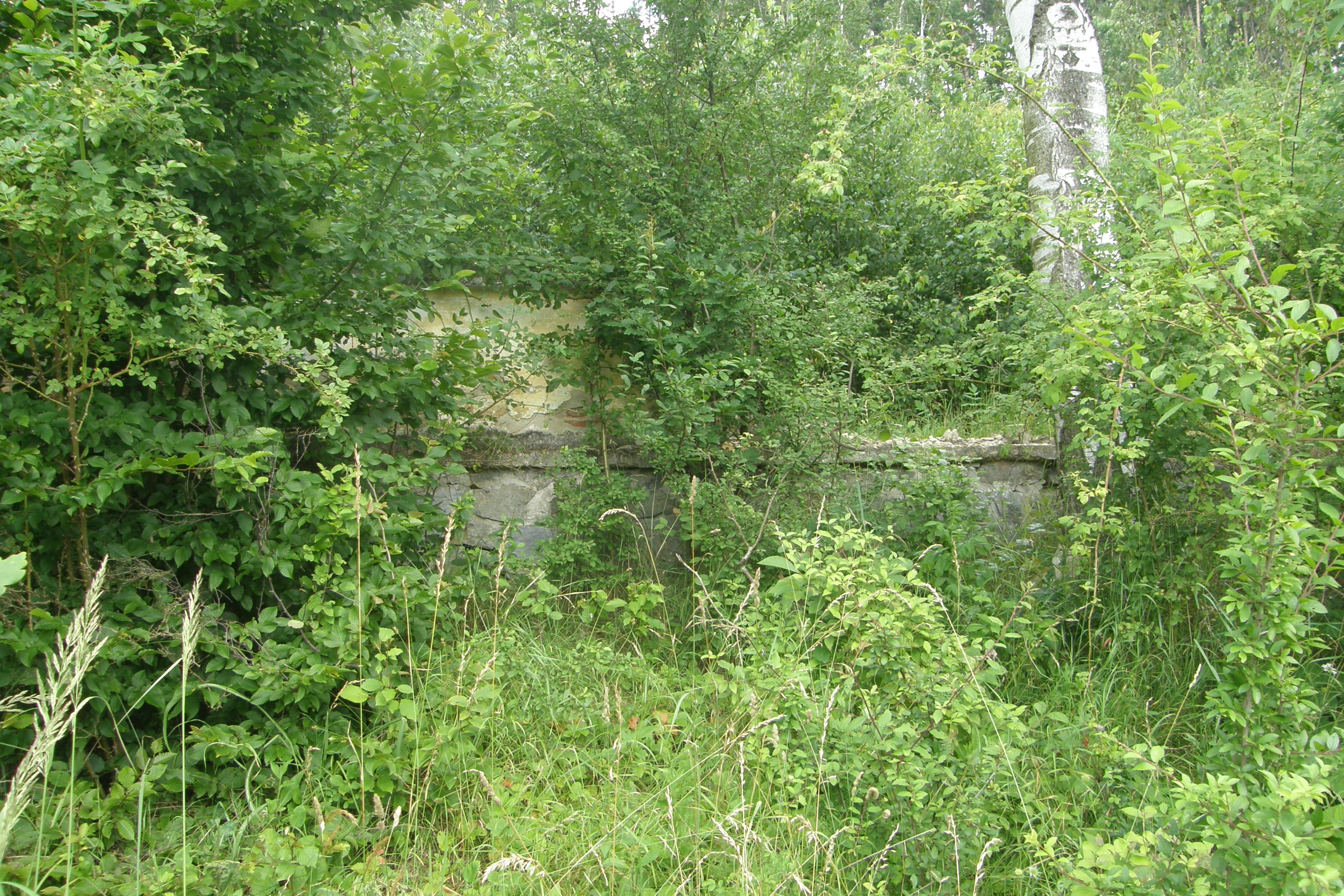
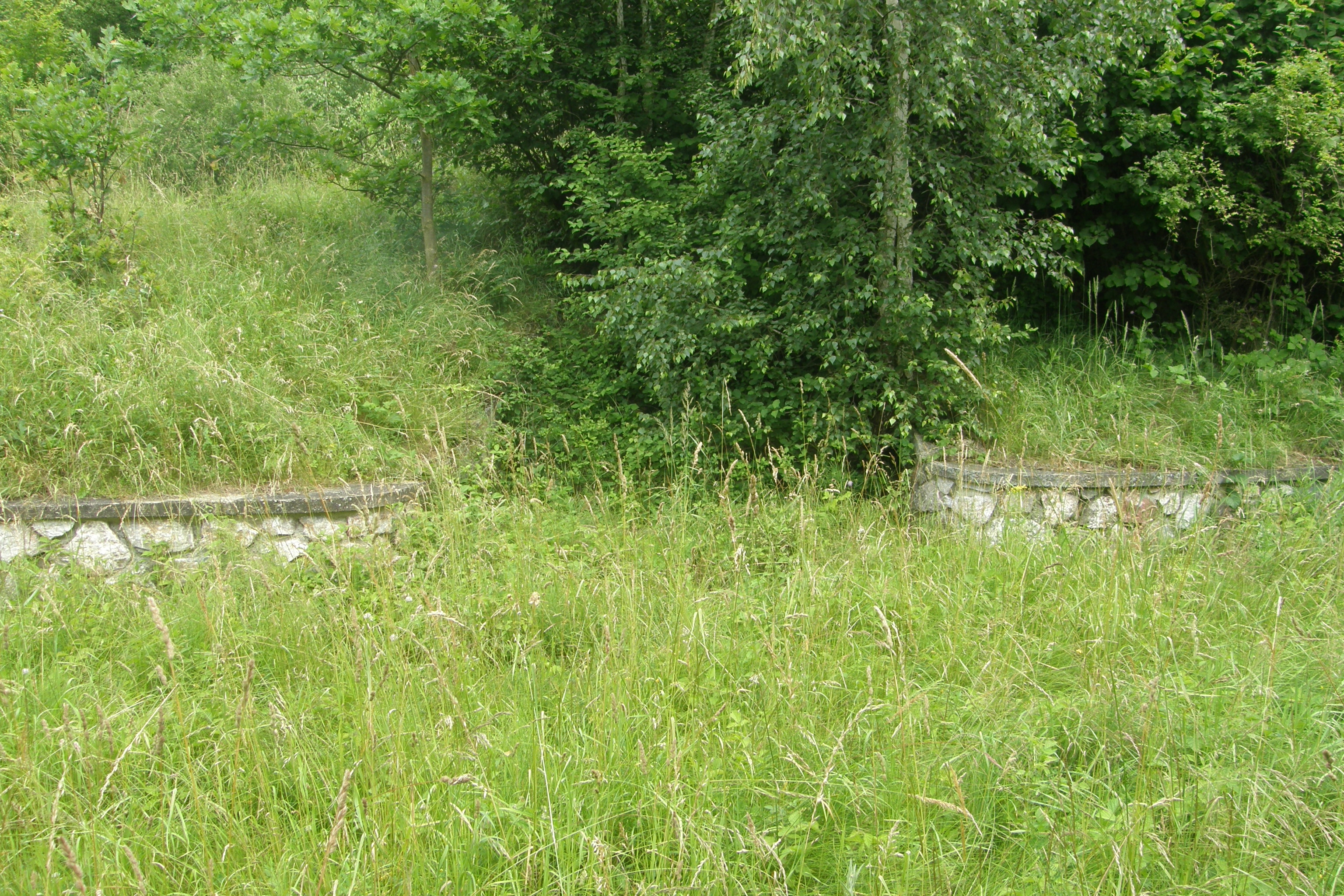
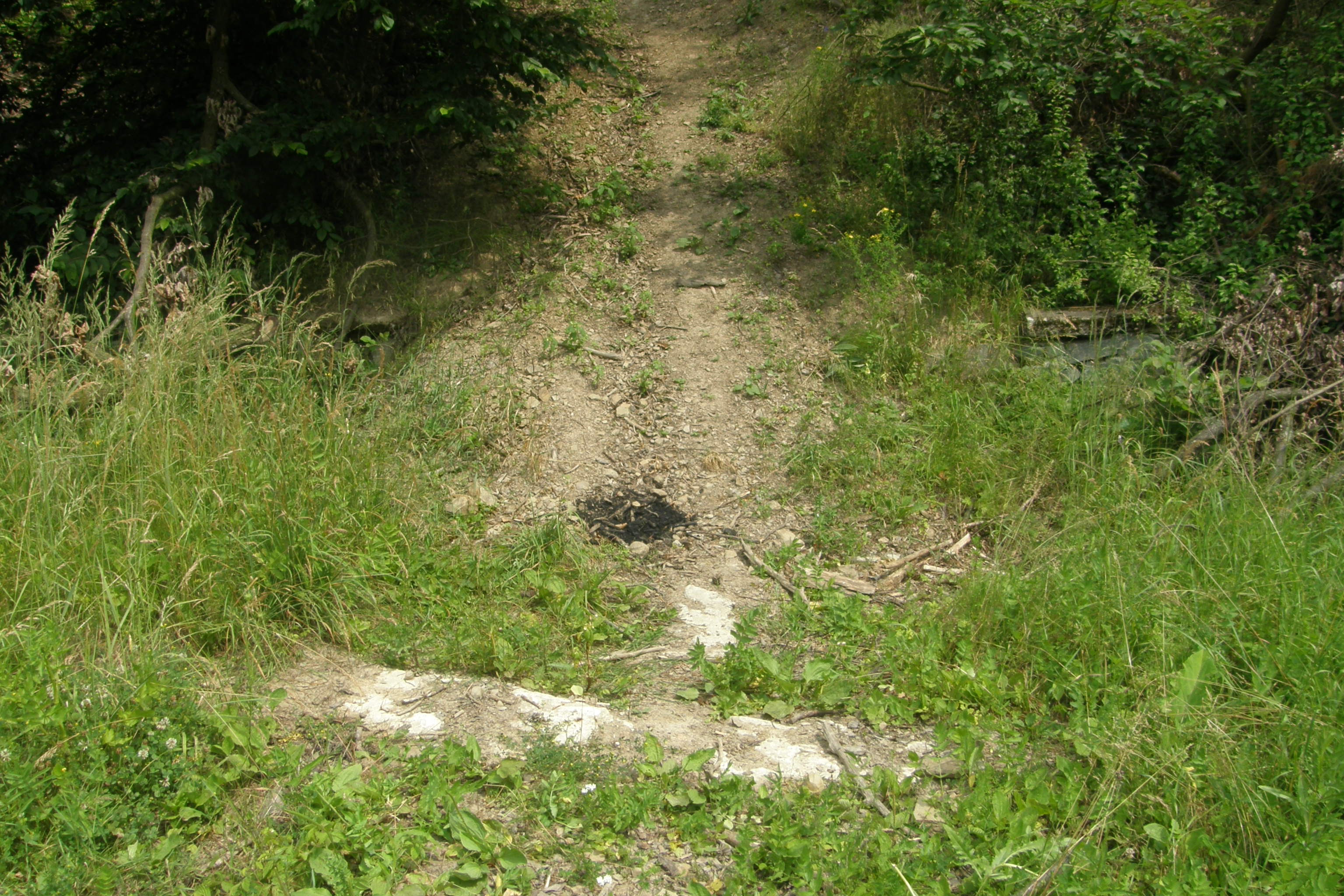
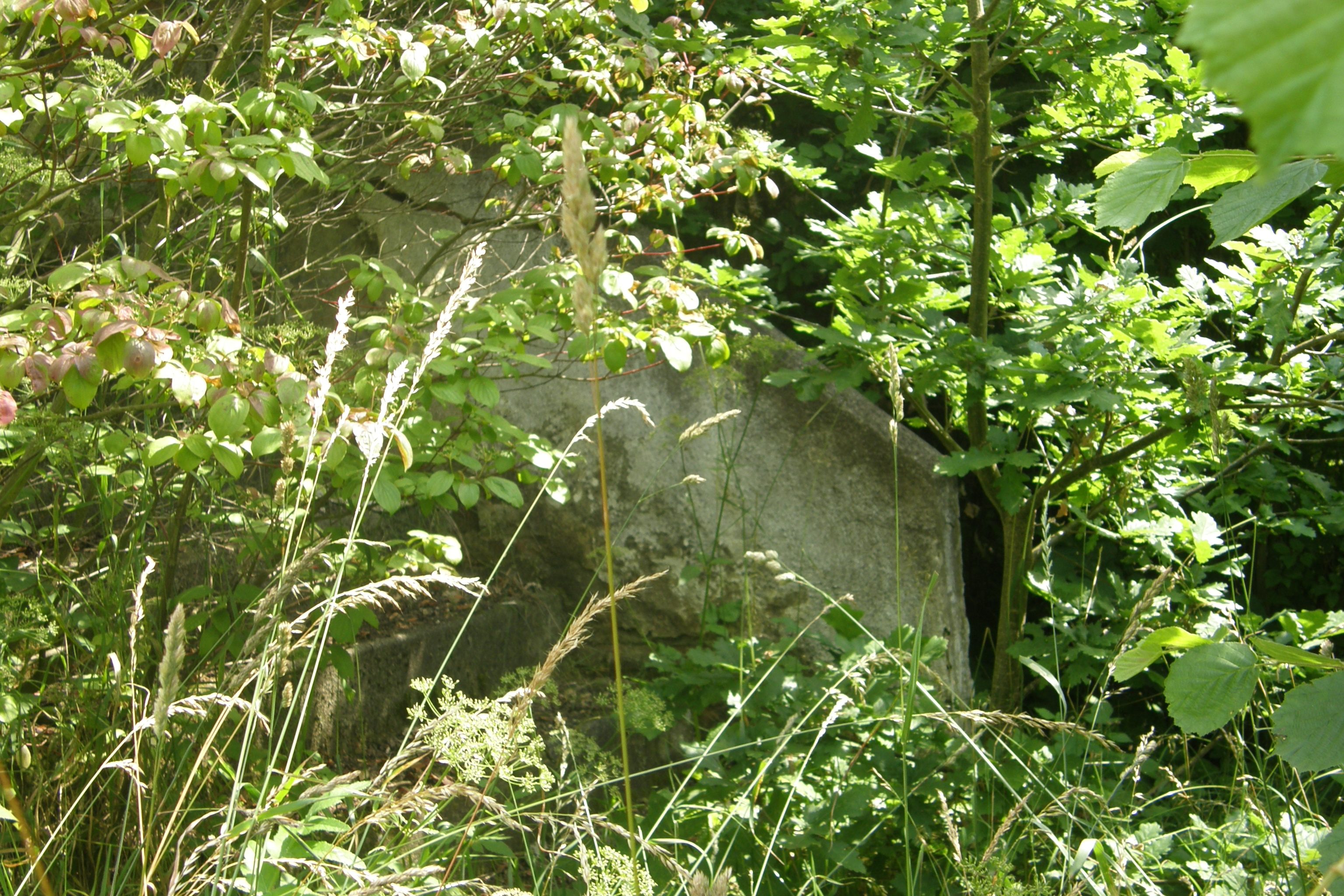